# جزيرة كويو
جزيرة كويو (بالإنجليزية: Kuiu Island)‏ هي جزيرة في أرخبيل ألكسندر في جنوب شرق ألاسكا. تقع بين جزيرتي كوبريانوف في الشرق وبين جزيرة بارانوف في الغرب. طولها 105 كم وعرضها من 10 إلى 23 كم. وتخترقها قناة أفليك. مساحتها 1936 كم2. وترتيبها 15 ضمن أكبر الجزر في الولايات المتحدة الأمريكية، وهي مدرجة ضمن غابة تونغاس الوطنية. يفصلها عن جزيرة بارانوف مضيق تشاثام.